# Abarema piresii
Espèce
Abarema piresii est une espèce de plantes à fleurs de la famille des Fabaceae.
Selon Plants of the World Online, c'est un synonyme de Jupunba piresii. Selon ce site, c'est un arbre trouvé dans le nord du Mato Grosso au Brésil. Il pousse en milieu tropical humide.